# 9FF GT9 VMAX
9FF GT9 VMAX는 포르쉐 911을 베이스로 제작된 스포츠카이다.

## 비디오 게임에서의 등장
- 아스팔트 8: 에어본
- 아스팔트 니트로